# 見越し入道

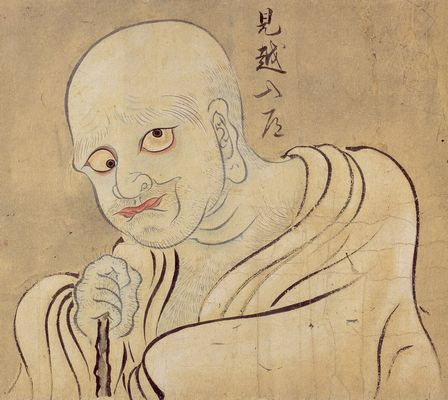
佐脇嵩之『百怪図巻』より「見越入道」

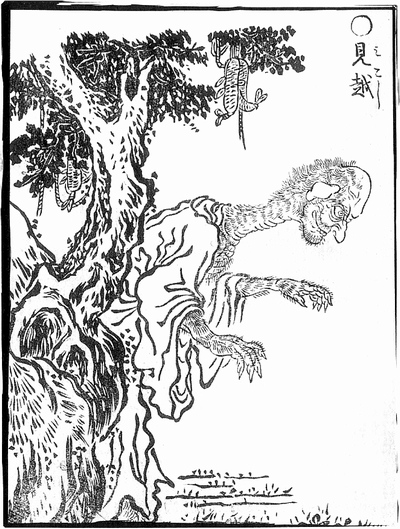
鳥山石燕『画図百鬼夜行』より「見越」

見越し入道、見越入道（みこしにゅうどう）とは、日本の妖怪のひとつ。『宿直草』『煙霞奇談』『古今百物語評判』などの江戸時代の怪談本や随筆、及び日本各地の民俗資料に見られる。

## 民間伝承
夜道や坂道の突き当たりを歩いていると、僧の姿で突然現れ、見上げれば見上げるほど大きくなる。見上げるほど大きいことから、見上げ入道の名がついた。そのまま見ていると、死ぬこともあるが、「見こした」と言えば消えるとされる。主に夜道を1人で歩いていると現れることが多いといわれるが、四つ辻、石橋、木の上などにも現れるという。
見越し入道に飛び越されると死ぬ、喉を締め上げられるともいい、入道を見上げたために後ろに倒れると、喉笛（声を出すために必要な器官）をかみ殺されるともいう。九州の壱岐島では見越し入道が現れる前には「わらわら」と笹を揺らすのような音がするので、すかさず「見越し入道見抜いた」と唱えると入道は消えるが、何も言わずに通り過ぎようとすると竹が倒れてきて死んでしまうという。岡山県小田郡では、見越し入道に出遭った際には頭から足元にかけて見下ろさなければならず、逆に足から頭へと見上げると食い殺されてしまうという。その他の対処法としては「見越した」「見抜いた」と唱えるほか、度胸を据えて煙草を吸っていたら消えたとか（神奈川県）、差金で見越し入道の高さを計ろうとしたら消えた（静岡県）などの例もある。
岡山県のある地域では、厠で女性がしゃがんでいると、キツネが化けた見越し入道が現れて「尻拭こうか、尻拭こうか」と言って脅かすという。また、大晦日の夜に厠で「見越し入道、ほととぎす」と唱えると必ず見越し入道が現れるともいう。これらの厠に関する伝承は、厠に現れるといわれる妖怪・加牟波理入道と混同したものとの説もある。

## 古典
西村白鳥による江戸時代の随筆『煙霞綺談』では見越し入道は人を熱病に侵す疫病神とされており、以下のような話がある。正徳時代、三河国吉田町（現・愛知県豊橋市）の商人・善右衛門が名古屋の伝馬町へ行く途中でつむじ風に遭い、乗っていた馬が脚を痛め、善右衛門も気分を害してうずくまっていたところ、身長1丈3、4尺（約4メートル）もの大入道が現れた。その入道はまるで仁王のようで、目を鏡のように光らせつつ善右衛門に近づいてきた。善右衛門が恐れおののいて地に伏していると、入道は彼を踏み越えて去って行った。夜明けの頃に善右衛門が民家に立ち寄り「この辺りに天狗などの怪異はあるか」と尋ねると「それは山都（みこしにゅうどう）と呼ばれるものではないか」との答えだった。後に善右衛門は目的地の名古屋に辿り着いたものの、食欲が失せ、やがて熱病に侵され、医者の手当ても薬も効果がなく、13日目に亡くなってしまったという。

## 見越し入道の正体
見越し入道の正体は不明とされることが多いが、変化（へんげ）能力を持つ動物とする地方もある。福島県南会津郡檜枝岐村の伝承ではイタチが化けたものとされ、入道の巨大化につられて上を見上げると、その隙にイタチに喉を噛み切られるという。『宿直草』ではタヌキが化けたものとされ、キツネが化けているという地方もある。信濃国（現・長野県）ではムジナが化けたものといわれる。また前述の檜枝岐では見越し入道は提灯、桶、舵などを手に持っており、その持ち物こそが本体で、持ち物を叩けば入道を退治できるともいう。

## 妖怪画

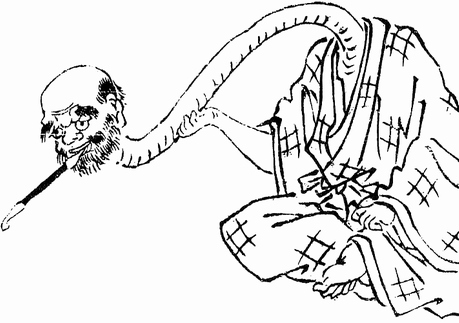
十返舎一九『信有奇怪会』。草双紙での首の長い見越し入道の一例。

単に見越し入道といっても、妖怪画では様々な姿で伝えられている。江戸時代の妖怪絵巻『百怪図巻』（画像参照）や妖怪双六『百種怪談妖物双六』では、顔や上半身のみが画面に大きく捉えられているのみで、身体的特徴ははっきりとしない構図となっている。鳥山石燕の妖怪画集『画図百鬼夜行』に「見越」の題で描かれた見越し入道（画像参照）は大木の陰から覆い被さるように出現した様子を捉えたもので、首が長めになっているが、これは背後から人を見る格好で、ろくろ首のように首の長さを強調しているわけではない。
このように巨大な妖怪という特徴で描かれた見越し入道が存在する一方で、江戸時代のおもちゃ絵などに描かれた首の長いろくろ首かとさえ思える見越し入道も決して珍しくはない。ろくろ首との関連を思わせるものも存在し、ろくろ首の伝承の多くが女性であることから、男性版のろくろ首と例えられることもある。この首の長さは時代を下るにつれて誇張されており、江戸後期には首がひょろ長く、顔に三つ目を備えているものが定番となっている。妖怪をテーマとした江戸時代の多くの草双紙でも同様に首の長い特徴的な姿で描かれており、そのインパクトのある容姿から、妖怪の親玉として登場することがほとんどである。
これらのようなところにも、多様で複雑に影響しあって妖怪世界が形づくられていった様子が垣間見えるとの意見もある。

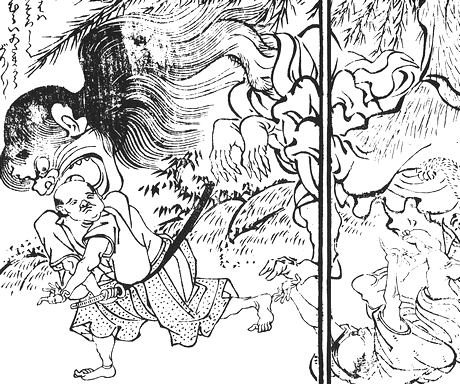
北尾政美『夭怪着到牒』。人間に噛みつく尼入道の姿が描かれている。

北尾政美による黄表紙『夭怪着到牒』（1788年）には、尼入道（あまにゅうどう）という毛深くて長い首を持つ女の妖怪が登場しており、これは女性版の見越し入道とされている（画像参照）。

## 類話
民間伝承における見越し入道に類する妖怪は、次第高（しだいだか）、高入道（たかにゅうどう）、高坊主（たかぼうず）、伸上り（のびあがり）、乗越入道（のりこしにゅうどう）、見上入道（みあげにゅうどう）、入道坊主（にゅうどうぼうず）など、全国に伝わっている。
長野県南佐久郡南牧村海ノ口、新潟県北蒲原郡赤谷村（現・新発田市）、静岡県榛原郡上川根村（現・本川根町）、周智郡三倉村（現・森町）などでは単に見越しの名で伝承されている。上川根村ではその昔、2人の若者が夜空に幟のようなものが空を登って行くのを見つけ、見越しだといって驚いたという話がある。
また静岡県庵原郡両河内村（現・静岡市）ではお見越しともいって、道端にいる人に小坊主の姿で話しかけ、話している途中に次第に背が高くなり、その様子を見続けていると気絶してしまうが、「見越したぞ」と言うと消えるという。道端に優しい人の姿で現れ、通りかかった人が話しかけると、話の内容によっては大きくなってみせるともいう。
熊本県天草郡一町田村（現・天草市）では、見越し入道と発音は同じだが漢字表記の異なる御輿入道が伝承されている。下田の釜という地の一本道に現れるという身長5丈（約15メートル）の妖怪で、出遭った人を今にも嘗めるかのように舌なめずりをするという。ある者がこれに出遭い、一心に神を念じたところ、入道は恐れをなし、御輿のようなものに乗り、布を長く引いて山のほうへと飛び去ったという。